# Эблаиты
Эблаиты — древний народ семитского происхождения, основавший город Эбла, который существовал в III тыс. до н. э. на территории древней Сирии, между Алеппо и Хама. В середине III тыс. до н. э. численность народа достигала более 250 000 человек.

## Язык
Эблаиты разговаривали на эблаитском языке. Впоследствии эблаитский язык был международным письменным языком в Сиро-Палестинском регионе и древней Месопотамии.
Споры по поводу принадлежности данного языка к определенной подгруппе разделили учёных на два лагеря: итальянские ученые-археологи считали, что эблаитский язык принадлежит к северо-западной подгруппе семитской группы афразийских языков, в то время как Гелб и другие считали эблаитский язык диалектом восточной подгруппы семитской группы языков, ближе к аккадскому. В период между 1974 и 1976 в руинах города Эбла было найдено 5000 табличек с клинописью на эблаитском языке (Freedman D.N.,1978:146). Это значительно помогло учёным, и в настоящее время язык принято относить к восточно-семитской ветви семитских языков.

## История
В середине IV тыс. до н. э. эблаиты переселились в Сирию из Юго-Восточной Аравии.

## Род занятий
Город, населенный эблаитами, находился на перекрестке торговых путей Египта, Шумера, Персии, Анатолии и Кипра, что определило род деятельности эблаитов. Эблаиты ввозили золото, серебро, медь, олово, драгоценные камни, а также овец. Благодаря раскопкам удалось узнать, что эблаиты были господствующим народом над их соседями.
Также у населения было активно развито сельское хозяйство: эблаиты разводили мелкий и крупный скот, выращивали оливки, ячмень, пшеницу и др.